# Brixia Tour 2002
Il Brixia Tour 2002, seconda edizione della corsa, si svolse in tre tappe dal 26 al 28 luglio 2002, per un percorso totale di 488,5 km. Ad imporsi fu lo spagnolo Igor Astarloa, che terminò la gara in 11h51'19".

## Tappe
| Tappa  | Data      | Percorso                            | km    | Vincitore di tappa | Leader cl. generale |
| ------ | --------- | ----------------------------------- | ----- | ------------------ | ------------------- |
| 1ª     | 26 luglio | Bassano Bresciano > Manerbio        | 172,5 | Fabrizio Guidi     | Fabrizio Guidi      |
| 2ª-1ª  | 27 luglio | Lumezzane > San Vigilio di Concesio | 77    | Igor Astarloa      | Igor Astarloa       |
| 2ª-2ª  | 27 luglio | Mazzano > Mura                      | 76    | Mirko Celestino    | Igor Astarloa       |
| 3ª     | 28 luglio | Molinetto di Mazzano > Concesio     | 163   | Moreno Di Biase    | Igor Astarloa       |
| Totale | Totale    | Totale                              | 488,5 |                    |                     |

## Dettagli delle tappa

### 1ª tappa
- 26 luglio: Bassano Bresciano > Manerbio - 172,5 km

Risultati
| Pos. | Corridore        | Squadra       | Tempo    |
| ---- | ---------------- | ------------- | -------- |
| 1    | Fabrizio Guidi   | Team Coast    | 4h08'03" |
| 2    | Marco Zanotti    | Fassa Bortolo | s.t.     |
| 3    | Jurij Metlušenko | LAN           | s.t.     |

### 2ª tappa-1ª semitappa
- 27 luglio: Lumezzane > San Vigilio di Concesio - 77 km

Risultati
| Pos. | Corridore        | Squadra | Tempo    |
| ---- | ---------------- | ------- | -------- |
| 1    | Igor Astarloa    | Saeco   | 1h48'32" |
| 2    | Mirko Celestino  | Saeco   | a 6"     |
| 3    | Andrea Ferrigato | Alessio | s.t.     |

### 2ª tappa-2ª semitappa
- 27 luglio: Mazzano > Mura - 76 km

Risultati
| Pos. | Corridore       | Squadra | Tempo    |
| ---- | --------------- | ------- | -------- |
| 1    | Mirko Celestino | Saeco   | 1h55'59" |
| 2    | Igor Astarloa   | Saeco   | a 1"     |
| 3    | Gianluca Valoti | Index   | s.t.     |

### 3ª tappa
- 28 luglio: Molinetto di Mazzano > Concesio - 163 km

Risultati
| Pos. | Corridore        | Squadra         | Tempo    |
| ---- | ---------------- | --------------- | -------- |
| 1    | Moreno Di Biase  | Saeco           | 3h58'44" |
| 2    | Fabrizio Guidi   | Team Coast      | s.t.     |
| 3    | Jurij Metlušenko | Landbouwkrediet | s.t.     |

## Classifiche finali

### Classifica generale - Maglia azzurra
| Pos. | Corridore           | Squadra         | Tempo     |
| ---- | ------------------- | --------------- | --------- |
| 1    | Igor Astarloa       | Saeco           | 11h51'19" |
| 2    | Mirko Celestino     | Saeco           | a 5"      |
| 3    | Gianluca Valoti     | Index           | a 6"      |
| 4    | Jaroslav Popovyč    | Landbouwkrediet | a 24"     |
| 5    | Gianluca Tonetti    | Cage Maglierie  | a 26"     |
| 6    | Paolo Tiralongo     | Fassa Bortolo   | a 36"     |
| 7    | Dmitrij Gajnitdinov | Tacconi Sport   | a 1'00"   |
| 8    | Massimiliano Mori   | Mercatone Uno   | a 1'05"   |
| 9    | Domenico Passuello  | Colombia        | s.t.      |
| 10   | Andrej Mizurov      | Mercatone Uno   | a 1'08"   |